# Alastair Mackellar
Alastair MacKellar, né le 20 janvier 2002 à Nambour (Queensland), est un coureur cycliste australien.

## Biographie
En 2021, après plusieurs podiums aux championnats nationaux et juniors d'Océanie, Alastair MacKellar rejoint l'équipe continentale Israel Cycling Academy, réserve de la formation World Tour Israel Start-Up Nation,. Au cours de sa première année, il décroche sa première victoire en remportant la deuxième étape du Grand Prix International de Torres Vedras. Toujours au Portugal, il termine deuxième d'une étape du Tour du Portugal. En 2023, il devient champion d'Australie sur route espoirs et champion d'Australie du contre-la-montre espoirs. Au niveau international, il ne réédite pas ses résultats de la saison 2021.
Pour la saison 2024, MacKellar quitte l'équipe Israel Premier Tech Academy et devient membre de Hagens Berman Axeon-Jayco, l'équipe de développement liée à la formation World Tour Jayco AlUla. Avec une nouvelle équipe, il retrouve son meilleur niveau et obtient une victoire d'étape lors de l'Alpes Isère Tour. Il prend également la deuxième place de l'étape inaugurale du Tour de la Vallée d'Aoste derrière Ilkhan Dostiyev qui sera contrôlé positif lors de la course suivante. Au cours de la seconde moitié de la saison 2024, MacKellar est stagiaire auprès de l'équipe  Jayco AlUla, avec laquelle il participe à plusieurs courses en Italie et au Japon.
En 2025, il ne rejoint pas Jayco AlUla, mais signe un contrat avec l'équipe World Tour EF Education-EasyPost.

## Palmarès sur route

### Par année
- 2017
  -  Champion d'Australie du contre-la-montre U17
- 2018
  -  Champion d'Australie du contre-la-montre U17
  - 2e du Tour d'Okinawa juniors
- 2019
  - 3e du championnat d'Australie sur route juniors
- 2020
  - 2e du championnat d'Australie du contre-la-montre juniors
  - 3e du championnat d'Australie sur route juniors
- 2021
  - 2e étape du Grand Prix International de Torres Vedras
- 2023
  -  Champion d'Australie sur route espoirs
  -  Champion d'Australie du contre-la-montre espoirs
- 2024
  - 4e étape de l'Alpes Isère Tour

### Classements mondiaux
| Année                                 | 2021  | 2022  | 2023 | 2024  |
| ------------------------------------- | ----- | ----- | ---- | ----- |
| Classement mondial                    | 1785e | 1684e | 795e | 1374e |
| UCI Oceania Tour                      | 58e   | 79e   | 50e  | nc    |
|                                       |       |       |      |       |
| Légende : nc = non classéSource : UCI |       |       |      |       |

## Palmarès sur piste

### Championnats d'Océanie
- Adélaïde 2019
  -  Médaillé de bronze de la poursuite juniors
  -  Médaillé de bronze de l'omnium juniors

### Championnats nationaux
- 2019
  - 2e du championnat d'Australie de poursuite par équipes juniors